# Geyersberg (Geyer)
Der Geyersberg ist ein 640 m ü. NHN hoher Gipfel im oberen Erzgebirge. Er liegt im Südosten der Stadt Geyer  im sächsischen Erzgebirgskreis, Deutschland. Aufgrund zwei großer bergbaulich bedingter Hauptbrüche in den Jahren 1704 und 1803 entstand die Geyersche Binge.

## Lage und Umgebung
Der Geyersberg liegt im Tal des Geyerbachs am Südostrand der Stadt Geyer an der Ortsgrenze zu Siebenhöfen. Heute ist eher die durch zwei große Einbrüche bekannte Geyersche Binge bekannt, die dem Berg sein heutiges Aussehen gab. Sie weist sie eine Tiefe von etwa 50 bis 60 m und eine Fläche von etwa 200 × 250 m auf. Der höchste Punkt des Bergs befindet sich im Osten in der Nähe des Rundwegs um die Binge. Im Inneren des Kraters der Binge befinden sich der Kleine und der Große Knauer. Nordwestlich des Geyersbergs befindet sich das 1510 erstmals erwähnte Rittergut Geyersberg, welches wegen seines einstigen Besitzers Hieronymus Lotter auch "Lotterhof" genannt wird.

## Geschichte

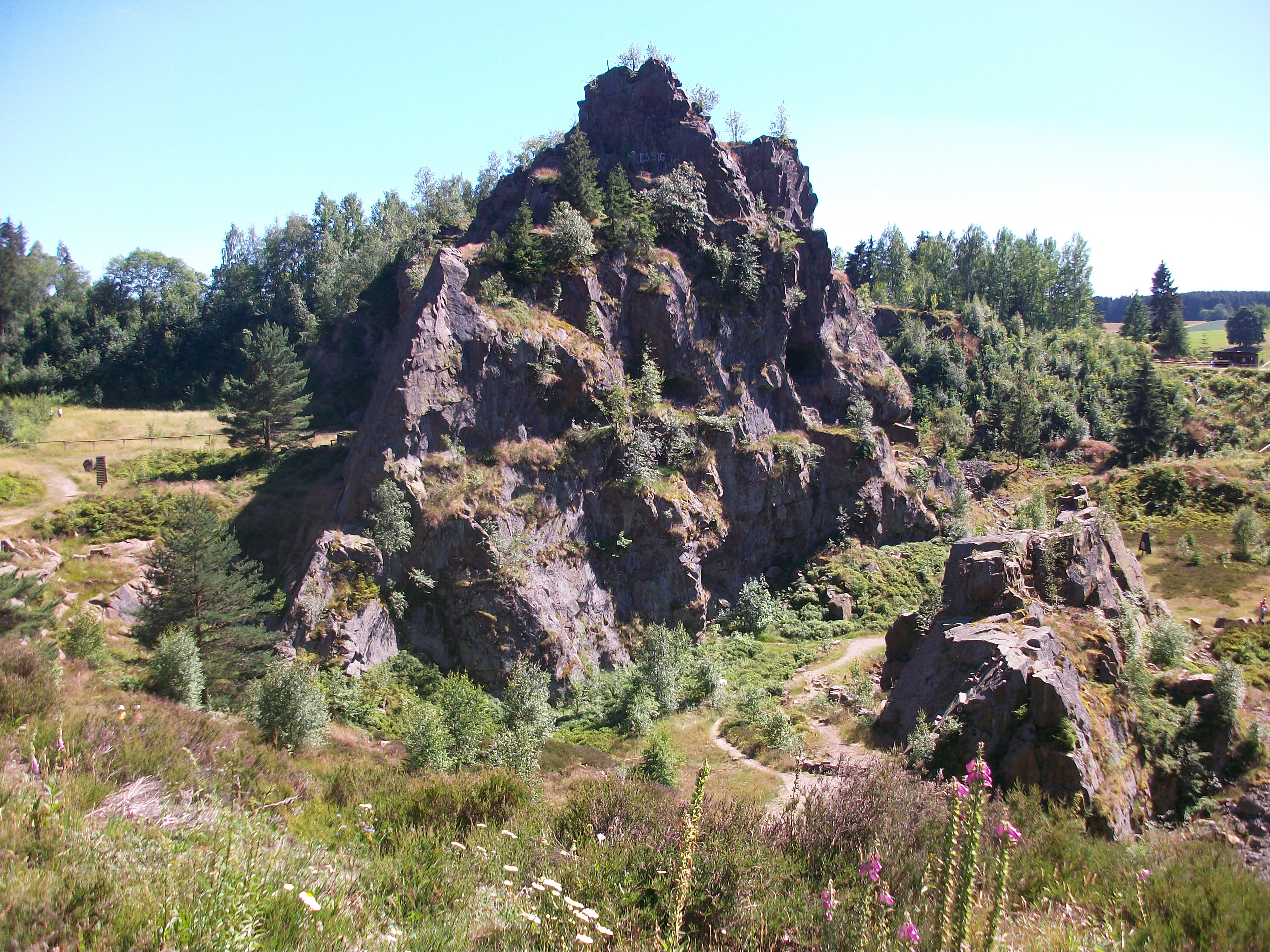
Geyersche Binge am Geyersberg

Am Geyersberg im Südosten von Geyer wurde der Bergbau erstmals urkundlich in den Jahren 1395 bis 1400 erwähnt. Hier wurde hauptsächlich Zinn gefördert, aber auch Silber, Kupfer und weitere Erze. Im Jahr 1699 begann der Übergang zum Tiefbau im Hirtenstollen. Zwischen 1739 und 1773 wurden jährlich zwischen vier und zehn Tonnen Zinn produziert. Die Grube „Weiße Zeche“ förderte in den Jahren 1767 und 1768 mit 884 Zentnern Zinn eine besonders große Menge. In den Jahren 1740 und 1741 gab es um den Geyersberg 17 Zechen, 25 Pochwerke und Wäschen sowie 4 Zinnhütten. Der Abbau erfolgte dabei bis in eine Tiefe von 106 m.
Aufgrund des harten Granitgesteins am Geyersberg wurde vor allem die Technik des Feuersetzens angewandt. Somit entstanden in einem Zeitraum von 400 Jahren Bergbautätigkeit Hohlräume von bis zu 40 Meter Durchmesser und 35 Meter Höhe. Die vielen durch intensiven Raubbau entstandenen, zu dicht beieinanderliegenden Hohlräume und Gänge wurden dem Bergwerk unter dem Geyersberg schließlich zum Verhängnis. Im Jahr 1704 kam es zu einem ersten großen Einsturz unter Tage, durch den der Bergbau aufgrund der nun leichter zu gewinnenden Bruchmassen stark intensiviert wurde. Im Jahr 1791 kam es zu einem weiteren Untertagebruch und 1795 erfolgte ein erster Pingenbruch, durch den die unteren Abbaue überflutet wurden. Der letzte und verhängnisvollste Bruch ereignete sich am 11. Mai 1803, als der gesamte Berg in sich zusammenbrach und das Gestein bis zum November des Jahres nicht zur Ruhe kam. Er führte zur Einstellung des Tiefbaus. Seitdem ragt das Felsmassiv des "Knauers" aus der kraterförmigen Vertiefung. Bis heute ruhen zwei verschüttete Bergleute unter den Gesteinsmassen. Nachdem der Bergbau ab 1809 in geringem Umfang wieder aufgenommen worden war, kam er im Jahr 1851 endgültig zum Erliegen.
Zwischen 1851 und 1929 gewann ein Steinbruchbetrieb die Bruchmassen der Binge, wodurch das heutige Ausmaß der Binge am Geyersberg entstand. Da im Steinbruch wiederholt Zinnstein, Arsenkies und Wismut gefunden wurden, erfolgte im Jahr 1907 die Wiederaufnahme des Bergbaues und Abteufung des Franz-Schachtes. Bereits 1913 erfolgte nach sechs Jahren Bergbau der Konkurs des Unternehmens. Im Jahr 1935 wurde die Binge unter Naturschutz gestellt. Zwischen 1957 und 1960 erfolgte die letzte Bergbauära am Franz-Schacht am Geyersberg mit negativem Verlauf. In den Jahren 2011 und 2012 wurde der neue Hirtenstollen zur Sicherung des kontrollierten Wasserabflusses aus der Binge saniert.

## Tourismus
Der ca. 60 Meter tiefe Einsturzkessel der Geyerschen Binge kann auf befestigten Pfaden besichtigt werden. Weiterhin kann der obere Rand der Binge umwandert werden. Im Osten des Berges befindet sich in der Nähe des Rundwegs der höchste Punkt des Geyersbergs. Tafeln außerhalb und innerhalb der Binge geben Informationen zu ihrer Geschichte. Um den Krater der Binge führt ein Lehrpfad, der über geologische Gegebenheiten und seltene Pflanzen und Tiere informiert. Im Sommerhalbjahr werden von Mai bis Oktober thematische Führungen zur Bergbaugeschichte, zur Geschichte der Binge und des Einsturzkraters, zum Feuersetzen und alten Bergbautechnologien und besondere Kinderführungen angeboten.

## Aussicht
Vom Ostrand des Geyersbergs bietet sich ein Ausblick nach Südosten in Richtung Annaberg-Buchholz. Der Rundweg um die Geyersche Binge ermöglicht Ausblicke in den Einsturzkrater der Binge von allen Seiten.

## Wege zum Berg
Der Geyersberg mit der Geyerschen Binge ist über die Straßen „Am Lotterhof“, „An der Binge“ und den „Bingeweg“ erreichbar.